# シンコ川
シンコ川（シンコがわ） （仏：Chinko）は、中央アフリカ共和国東部を流れる川で、コンゴ川水系の支流の一つである。チンコ川とも呼称・表記されることがある（後述）。

## 概要

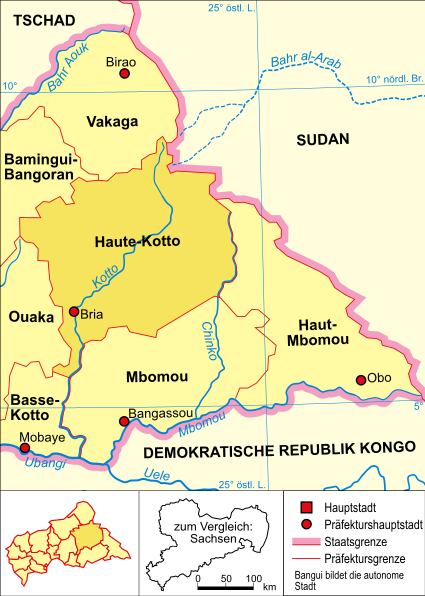
シンコ川は中央アフリカ共和国の東部に位置する。

スーダン国境付近に源を発し、オート・コト州とオー・ムボム州の州境を南に流れてムボム州を通過したのち、コンゴ民主共和国との国境をなすムボム川（ウバンギ川の支流）に合流する。河川延長640km、流域面積52,500km2（延長411kmとする資料もある）、流域に約9万5000km2のシンコ川盆地を形成する。シンコ川一帯は熱帯雨林とサバンナからなり、大規模な開発の手が及んでいないために、ゾウ、アフリカスイギュウ、カバなどの大型野生生物が生息している。しかし、1990年代以降の組織的密猟の横行によって、野生生物は大きな打撃を受けている。
ムボム川との合流点に近い下流部には、ムボム州・ラファイの町がある。

## 珍地名
河川名称の綴りが日本語の陰茎の俗称をローマ字表記した場合と同じため、「スケベニンゲン」「エロマンガ島」などとともに珍地名としてメディア・書籍に取り上げられることがある。